# Мориондо, Хлоя
Хло́я Морио́ндо (род. 29 сентября 2002, Детройт) — американская певица, автор песен и видеоблогер. Её музыкальный стиль представляет смесь элементов инди-попа, инди-рока, bedroom pop и гиперпоп.

## Биография

### Юность и ранние годы (до 2018)
Хлоя Мориондо родилась и выросла в Детройте. штат Мичиган. Она начала увлекаться музыкой в начальной школе и записывала свои первые песни и каверы на укулеле, выкладывая их на YouTube. Её вдохновляли Аврил Лавин, Хейли Уильямс из рок-группы Paramore, по её словам, они сформировали её музыкальный вкус и стиль.

### Творческий путь и контракт с Fueled by Ramen (2018 — настоящее время)
31 июля 2018 года был выпущен дебютный студийный альбом Rabbit Hearted, а первый мини-альбом Spirit Orb 24 апреля 2020 года.
В августе 2020 года Мориондо подписала контракт с Fueled by Ramen и выпустила сингл «I Want to Be with You». 7 мая 2021 года певица выпустила свой второй студийный альбом Blood Bunny с синглами «I Want to Be with You» и «Girl on TV».
Второй мини-альбом puppy luv вышел 8 апреля 2022 года. В этом же году была выпущена deluxe версия альбома Blood Bunny.
В октябре 2022 года певица выпускает альбома SUCKERPUNCH.
Мориондо приняла участие в записи песни «12 Fractures» группы Pierce The Veil на их альбома The Jaws Of Life. Трек был выпущен 10 февраля 2023 года.
28 марта 2025 года артистка выпустила свой четвертый альбом Oyster.

### YouTube
Ведёт свой YouTube-канал, на котором делится премьерами песен, видеоклипов, а также играет на укулеле. По состоянию на январь 2024 года канал имеет 3,02 миллиона подписчиков, а приблизительный доход с канала в месяц от AdSense составляет от 2,1 до 17,3 тысяч долларов.

## Личная жизнь
Мориондо говорила, что является лесбиянкой, но в 2021 году оповестила своих фанатов, что более не идентифицирует себя таковой.

## Дискография

### Студийные альбомы
| Название       | Детали |
| -------------- | --- |
| Rabbit Hearted | - Релиз: 31 июля 2018 - Лейбл: самиздат - Формат: цифровая загрузка, стриминг, CD, грампластинка              |
| Blood Bunny    | - Релиз: 7 мая 2021 - Лейбл: Fueled by Ramen - Формат: цифровая загрузка, стриминг, CD, грампластинка         |
| Suckerpunch    | - Релиз: 7 октября 2022 - Лейбл: Fueled by Ramen - Формат: цифровая загрузка, стриминг, CD, грампластинка     |
| Oyster         | - Релиз: 28 марта 2025 - Лейбл: Atlantic Music Group - Формат: цифровая загрузка, стриминг, CD, грампластинка |

### Мини-альбомы
| Название               | Детали                                                                                |
| ---------------------- | ------------------------------------------------------------------------------------- |
| Spirit Orb             | - Релиз: 24 апреля, 2020 - Лейбл: самиздат - Формат: CD, цифровая загрузка, стриминг  |
| blood bunny (acoustic) | - Релиз: 16 июля, 2021 - Лейбл: самиздат - Формат: цифровая загрузка, стриминг        |
| puppy luv              | - Релиз: 8 апреля 2022 - Лейбл: Fueled By Ramen - Формат: цифровая загрузка, стриминг |

### Синглы
| Название                | Год  |
| ----------------------- | ---- |
| «Kalma Kid»             | 2019 |
| «Manta Rays»            | 2020 |
| «I Want To Be With You» | 2020 |
| «Girl In TV»            | 2020 |
| «Dreams»                | 2021 |
| «I Eat Boys»            | 2021 |
| «Not Okay»              | 2021 |
| «Dizzy»                 | 2021 |
| «Sammy»                 | 2022 |
| «Hell Hounds»           | 2022 |
| «Fruity»                | 2022 |
| «Cdbaby»                | 2022 |